# Mihaela Cambei
Mihaela Valentina Cambei (* 18. November 2002 in Dofteana, Kreis Bacău) ist eine rumänische Gewichtheberin. Sie gewann bei den Olympischen Sommerspielen 2024 in Paris die Silbermedaille bei den Frauen bis 49 kg. 2023 gewann sie die Goldmedaille in der Gewichtsklasse bis 49 kg bei den Europameisterschaften im Gewichtheben in Jerewan. Sie gewann zudem die Goldmedaille bei den Europameisterschaften im Gewichtheben in Sofia.

## Werdegang
2018 gewann Cambei die Bronzemedaille bei den Olympischen Jugend-Sommerspielen in Buenos Aires, in der Kategorie Frauen bis 48 kg.
Bei der Europäischen Junioren & U23 Gewichtheber Meisterschaft 2019 in Bukarest, gewann sie die Silbermedaille bei den Junioren Frauen bis 49 kg im Reißen, Stoßen und in der Gesamtwertung. 2021 gewann Cambei die Bronzemedaille bei den Frauen bis 49 kg bei der Europameisterschaft in Moskau. Sie gewann zudem Silber bei der Junioren-Weltmeisterschaft 2021 in Tashkent.
Bei der Europäischen Junioren & U23 Gewichtheber Meisterschaft 2022 in Durrës, gewann Cambei die Goldmedaille.
Cambei gewann die Silbermedaille im Reißen bei der Weltmeisterschaft 2022 in Bogotá, in der Kategorie der Frauen bis 49 kg. Sie gewann die Goldmedaille bei der Europameisterschaft 2023 in Jerewan, in der Kategorie der Frauen bis 49 kg. Cambei gewann die Bronzemedaille im Reißen bei der Weltmeisterschaft 2023 in Riad, in der Kategorie der Frauen bis 49 kg. Bei den Olympischen Spielen 2024 in Paris gewann sie die Silbermedaille.

## Erfolge
| Jahr                  | Austragungsort      | Gewichtsklasse    | Reißen (kg)       | Reißen (kg)       | Reißen (kg)       | Reißen (kg)       | Stoßen (kg)       | Stoßen (kg)       | Stoßen (kg)       | Stoßen (kg)       | Gesamt (kg)       | Rang              |
| Jahr                  | Austragungsort      | Gewichtsklasse    | 1                 | 2                 | 3                 | Rang              | 1                 | 2                 | 3                 | Rang              | Gesamt (kg)       | Rang              |
| Olympische Spiele     | Olympische Spiele   | Olympische Spiele | Olympische Spiele | Olympische Spiele | Olympische Spiele | Olympische Spiele | Olympische Spiele | Olympische Spiele | Olympische Spiele | Olympische Spiele | Olympische Spiele | Olympische Spiele |
| --------------------- | ------------------- | ----------------- | ----------------- | ----------------- | ----------------- | ----------------- | ----------------- | ----------------- | ----------------- | ----------------- | ----------------- | ----------------- |
| 2024                  | Paris, Frankreich   | -49 kg            | 89                | 91                | 93                | 1                 | 106               | 110               | 112               | 2                 | 205               | 2                 |
| Weltmeisterschaften   |                     |                   |                   |                   |                   |                   |                   |                   |                   |                   |                   |                   |
| 2022                  | Bogotá, Kolumbien   | -49 kg            | 86                | 89                | 90                | 2                 | 104               | 107               | 108               | 8                 | 194               | 4                 |
| 2023                  | Riad, Saudi-Arabien | -49 kg            | 90                | 94                | 94                | 3                 | 105               | 108               | 108               | 9                 | 195               | 5                 |
| IWF World Cup         |                     |                   |                   |                   |                   |                   |                   |                   |                   |                   |                   |                   |
| 2024                  | Phuket, Thailand    | -55 kg            | 88                | 91                | 93                | 2                 | 103               | 108               | 110               | 3                 | 201               | 2                 |
| Europameisterschaften |                     |                   |                   |                   |                   |                   |                   |                   |                   |                   |                   |                   |
| 2021                  | Moskau, Russland    | -49 kg            | 80                | 84                | 84                | 4                 | 96                | 100               | 102               | 2                 | 180               | 3                 |
| 2023                  | Yerevan, Armenien   | -49 kg            | 85                | 90                | 92                | 1                 | 100               | 103               | 106               | 1                 | 198               | 1                 |
| 2024                  | Sofia, Bulgarien    | -49 kg            | 85                | 90                | 95                | 1                 | 100               | 105               | 109               | 1                 | 199               | 1                 |